# Gmina Bistrica ob Sotli
Gmina Bistrica ob Sotli (słoweń.: Občina Bistrica ob Sotli) – gmina w Słowenii. W 2002 roku liczyła 1500 mieszkańców.

## Miejscowości
Miejscowości wchodzące w skład gminy Bistrica ob Sotli:
- Bistrica ob Sotli – siedziba gminy
- Črešnjevec ob Bistrici
- Dekmanca
- Hrastje ob Bistrici
- Križan Vrh
- Kunšperk
- Ples
- Polje pri Bistrici
- Srebrnik
- Trebče
- Zagaj